# Kostenec
Kostenec (bulharsky Костенец) je město ležící ve středním Bulharsku na severním úpatí Rily, na horním toku Marici. Je správním střediskem stejnojmenné obštiny a má zhruba 6 tisíc obyvatel.

## Historie
Sídlo vzniklo v roce 1884 na katastru dnes již neobývané dědiny Dolna Vasilica v souvislosti s výstavbou železniční trati do Cařihradu. Záhy zde byla zřízena továrna na zápalky a papírna. V roce 1964 došlo ke sloučení obcí Kostenec Baňa, Momin Prochod a Momina Baňa a tím vzniklo město Kostenec, nesoucí stejné jméno jako bezprostředně sousedící vesnice.

## Obyvatelstvo
Ve městě žije 6 836 stálých obyvatel a je zde trvale hlášeno 6 009 obyvatel. Podle sčítání 1. února 2011 bylo národnostní složení následující:
- Bulhaři: 6 287 (99.7 %)
- Romové: 9 (0.1 %)
- ostatní: 11 (0.2 %)